# Jestem twój
Jestem Twój – polski film dramatyczny z roku 2009 w reżyserii Mariusza Grzegorzka.
Scenariusz powstał na kanwie sztuki I Am Yours (1987), kanadyjskiej dramatopisarki Judith Thompson.

## Obsada
- Małgorzata Buczkowska − Marta
- Mariusz Ostrowski − Artur
- Roma Gąsiorowska − Alicja
- Dorota Kolak − Irena
- Ireneusz Czop − Jacek
- Lech Mackiewicz − Konstanty
- Dorota Kiełkowicz − żona ginekologa
- Anna Sarna − pielęgniarka
- Paweł Audykowski − ojciec Marty
- Andrzej Niemyt − chłopak w autobusie